# مرقص سميكة

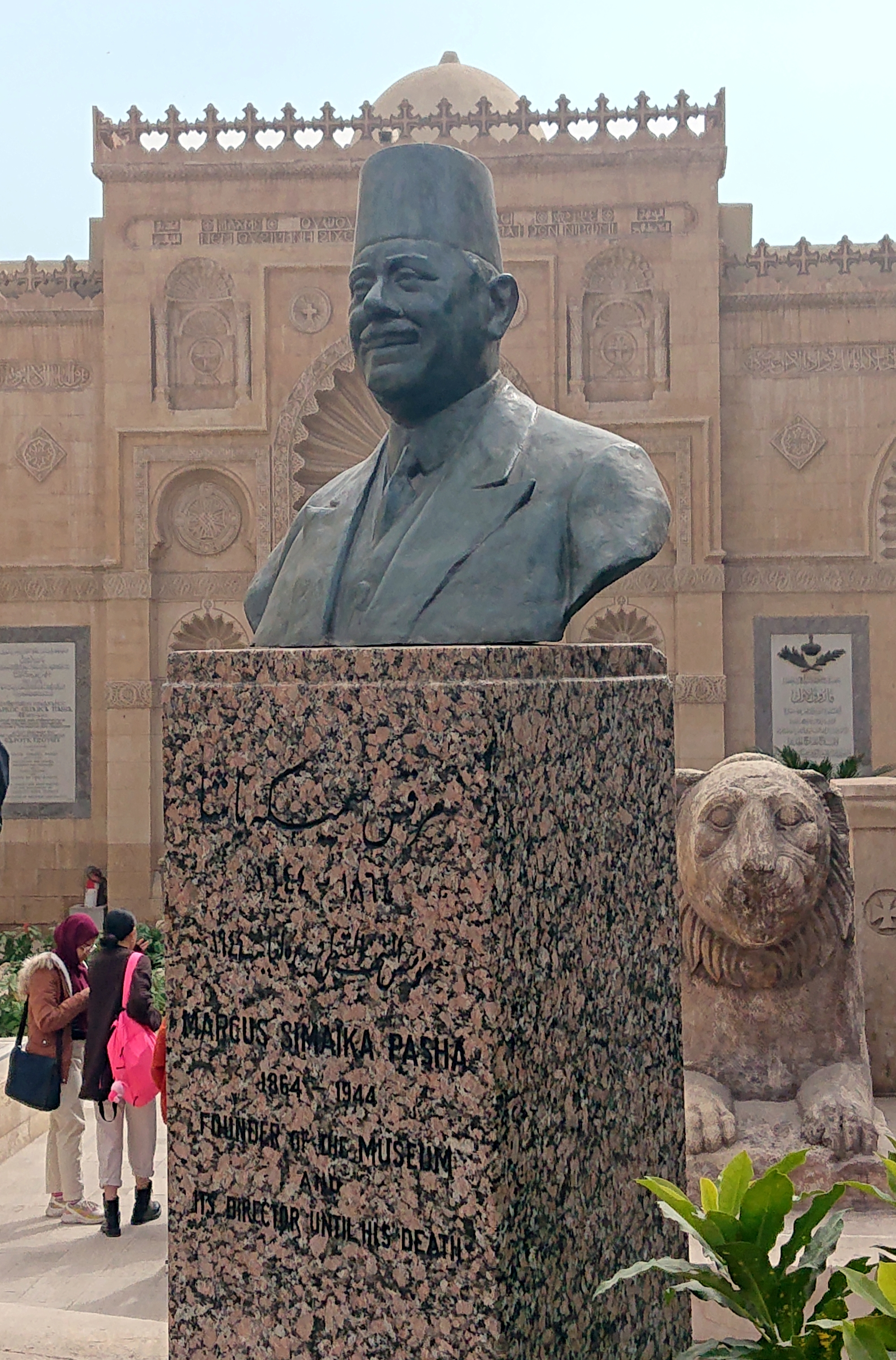
تمثال نصفي لمرقص سميكة في الساحة الخارجية للمتحف القبطي بالقاهرة

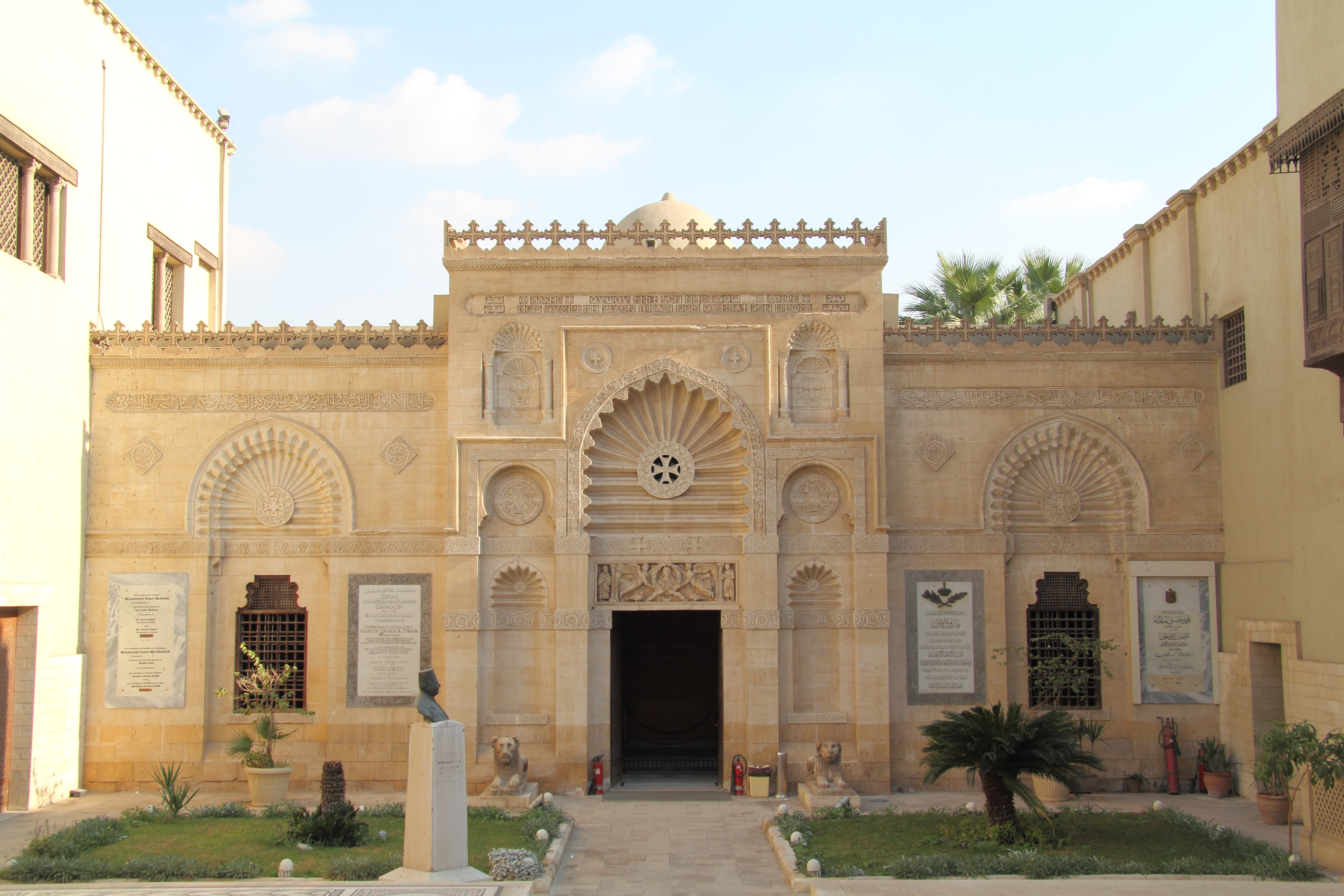
مدخل المتحف القبطي. لوحة تحمل اسم مرقص سميكة باشا باللغة القبطية والعربية وتمثال نصفي له على الجانب الأيسر

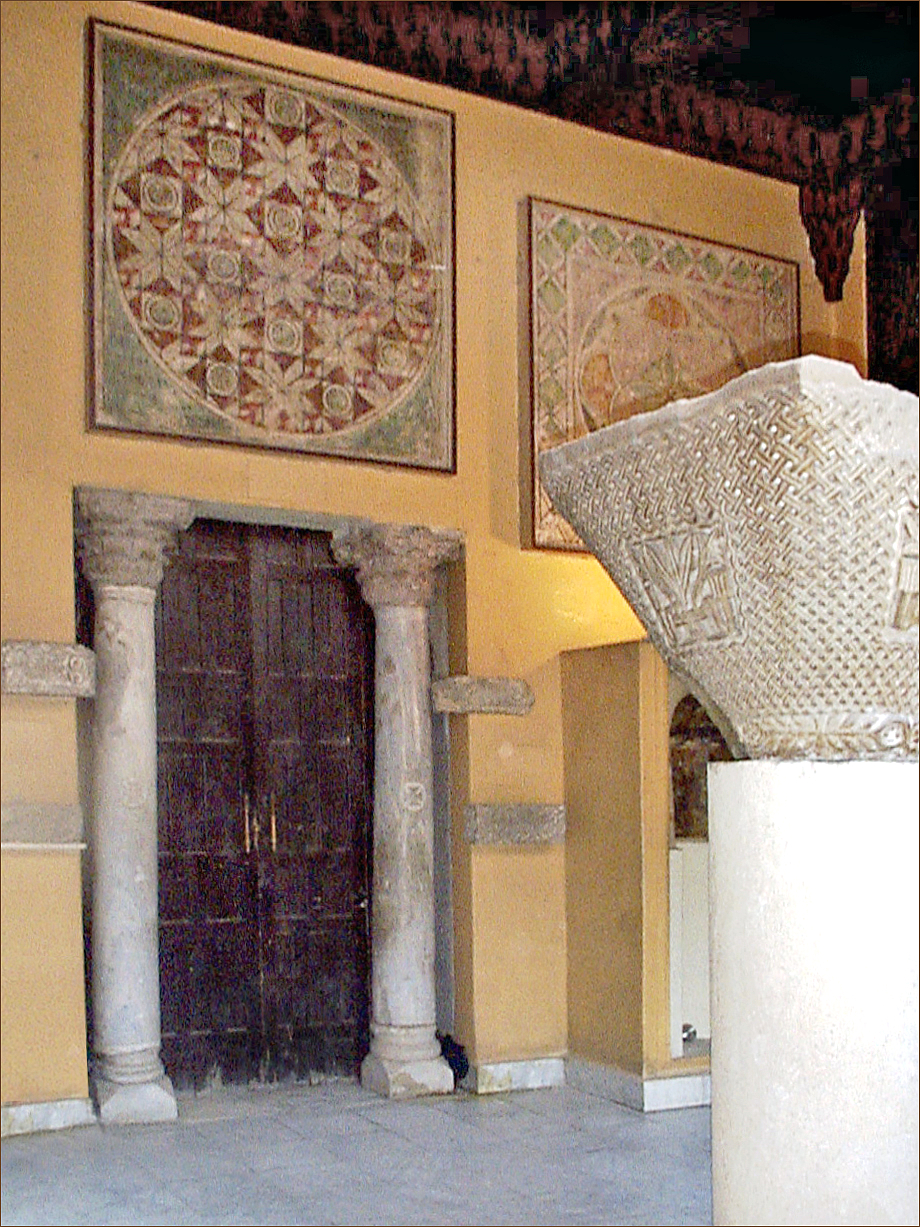
عام 1908 بدأ مرقص سميكة باشا ببناء المتحف القبطي على أرض مخصصة لبناء كنيسة، وذلك بعد حصوله على اتفاق البطريرك كيرلس الخامس،

مرقص سميكة باشا (1864 ـ 2 أكتوبر 1944) هو باحث قبطي مصري، أسس المتحف القبطي بالقاهرة وكان أول أمين له. حصل على رتبة الباشوية في 8 نوفمبر 1915.

## عضويته في الجمعيات السياسية والعلمية
كان مرقص سميكة عضوًا في كل من مجلس شورى القوانين والجمعية العمومية والجمعية التشريعية ومجلس المعارف الأعلى والجمعية الملكية الجغرافية والمجلس الأعلى لدار الآثار العربية ومجلس الأثريين في لندن، كما كان عضوًا بمجلس إدارة جمعية الآثار القبطية.

## تأسيس المتحف القبطي
أنشأ مرقص سميكة المتحف القبطي لجمع المادة الضرورية لدراسة تاريخ المسيحية في مصر، وقد أنشئ المتحف على أرض تابعة للأوقاف المسيحية قدمها البابا كيرلس الخامس، وظل المتحف ملكًا للبطريركية حتى 1931 حين ضُم إلى أملاك الدولة.
افتُتح المتحف رسميًا في 14 مارس 1910، وصار سميكة أول أمين له منذ ذلك الوقت إلى وفاته سنة 1944.

## من مؤلفاته
- دليل المتحف القبطي وأهم الكنائس والأديرة المصرية (القاهرة، 1932)

## النزعة الفرعونية
يرى الدكتور محمد محمد حسين في كتابه «الاتجاهات الوطنية في الأدب المعاصر» (ص 148) على أن مرقص سميكة كان ذا نزعة فرعونية، وكان لا يخفي كراهيته للعرب ولكل ما هو عربي، مستشهدًا على ذلك بالمحاضرة التي ألقاها سميكة عن المتحف القبطي في الجامعة الأمريكية سنة 1926.

## وفاته
توفي مرقص سميكة سنة 1944، وأقامت الحكومة المصرية تمثالًا نصفيًا له على نفقتها في ساحة المتحف القبطي بمصر القديمة.